# Biri (Filippine)
Biri è una municipalità di quinta classe delle Filippine, situata nella Provincia di Northern Samar, nella regione di Visayas Orientale.
Biri è formata da 8 baranggay:
- Kauswagan (Basud)
- MacArthur
- Pio Del Pilar
- Poblacion (Biri)
- Progresso
- San Antonio
- San Pedro
- Santo Niño